# Allisonia
Allisonia es un género de hepáticas del orden Jungermanniales. Su única especie: Allisonia moerckioides, es originaria de Nueva Zelanda.

## Taxonomía
Allisonia moerckioides fue descrita por  Theodor Carl Julius Herzog y publicado en Hedwigia 80: 77. 1941.